# Ferula caspica
Ferula caspica är en flockblommig växtart som beskrevs av Spreng. och Carl Friedrich von Ledebour. Ferula caspica ingår i släktet stinkflokesläktet, och familjen flockblommiga växter. Inga underarter finns listade i Catalogue of Life.